# Ґриґоре Преотяса
Ґриґоре Преотяса (рум. Grigore Preoteasa, *25 серпня 1915, Бухарест, — †4 листопада 1957, Москва) — румунський державний діяч, міністр закордонних справ Соціалістичної Республіки Румунія (1955-1957).

## Біографія
Народився в сім'ї залізничника. У 1930-х роках закінчив філологічний факультет Бухарестського університету. Як член Комуністичної Спілки молоді брав участь в лютневому страйку 1933 майстерень Грівіци. У наступному році був заарештований і засуджений.
У 1936 увійшов до керівництва Демократичного студентського фронту, створеного з ініціативи Румунської комуністичної партії. За участь в роботі забороненої комуністичної газети România Libera був заарештований і інтернований до концтабору Тиргу-Жіу, в якому пробув майже до закінчення Другої світової війни. Влітку 1944 втік разом зі своїм другом Ніколае Чаушеску. У внутрішньопартійній боротьбі підтримав Ґеорґе Ґеорґіу-Дежа, який працював з його батьком.
- 1944-1946 — Головний редактор România Liberă, з 1945 — прес-аташе Міністерства пропаганди, неодноразово виступав з критикою прем'єр-міністра Петру Гроза і очолюваної ним Національної ліберальної партії Румунії;
- 1947-1949 — генеральний секретар;
- 1949-1954 — Заступник міністра закордонних справ;
- 1954-1955 — Помічник прем'єр-міністра з міжнародних справ;
- 1955-1957 — Міністр закордонних справ Соціалістичної Республіки Румунія. На цій посаді активно сприяв арешту на території Румунії активних учасників повстання 1956, в тому числі Надя і Лукача;
- З липня 1957 — член Політбюро, секретар ЦК Румунської робітничої партії.

Трагічно загинув у результаті катастрофи Іл-14 у Внуково (1957), на борту якого перебували члени румунської урядової делегації.